# Macquartia macularis
Macquartia macularis är en tvåvingeart som beskrevs av Villeneuve 1926. Macquartia macularis ingår i släktet Macquartia och familjen parasitflugor. Inga underarter finns listade i Catalogue of Life.